# Поїзд йде в Москву
«Поїзд йде в Москву» (рос. «Поезд идёт в Москву») — радянський дитячий короткометражний художній фільм 1938 року, знятий режисерами Альбертом Гендельштейном і Дмитром Познанським на кіностудії «Союздитфільм».

## Сюжет
Про радянських школярів, котрі відвернули аварію потягу.

## У ролях
- Володимир Тумалар'янц — Павлик
- Осип Абдулов — пасажир
- Олексій Грибов — машиніст
- Віктор Кулаков — людина з футляром
- Леонід Мартинов — Васька
- Михайло Трояновський — дід

## Знімальна група
- Режисери — Альберт Гендельштейн, Дмитро Познанський
- Сценаристи — Альберт Гендельштейн, Володимир Крепс
- Оператор — Михайло Кириллов
- Композитор — Валентин Кручинін
- Художник — Кіра Геннінгсон